# ノートブック

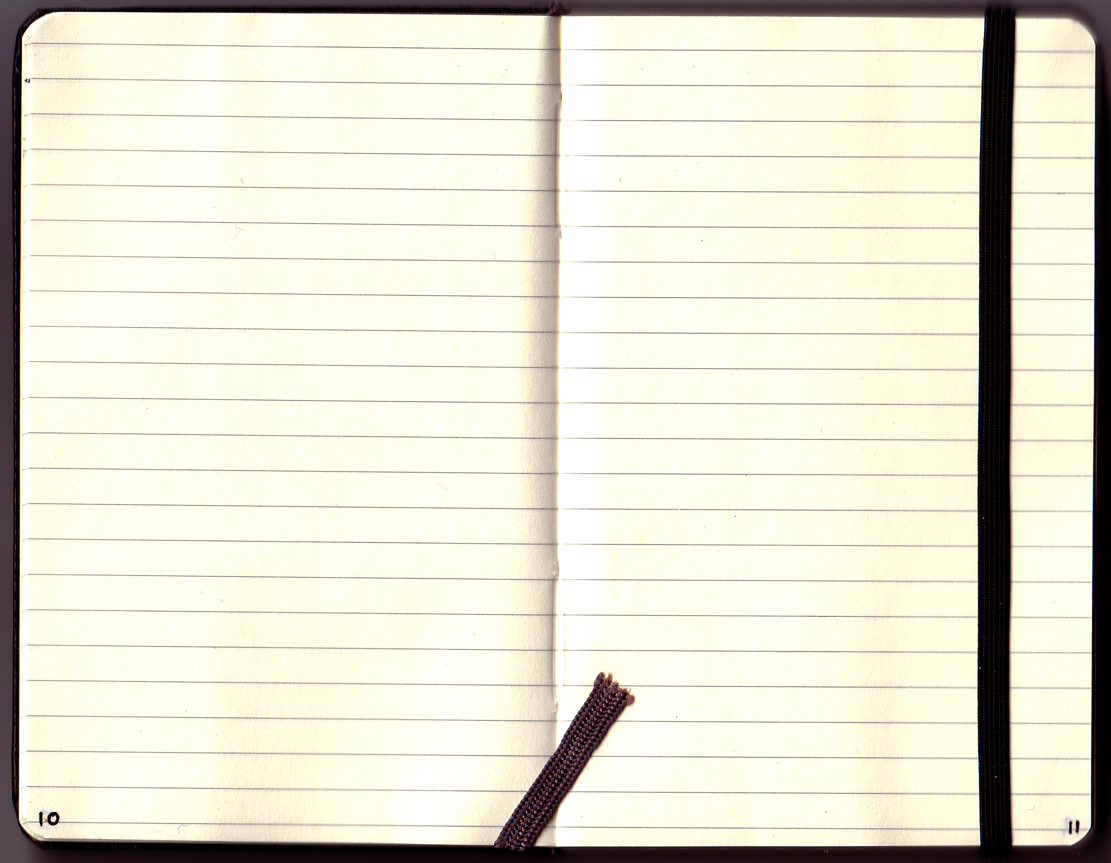
開いた小さめのノート（モレスキンの手帳）

ノートブック（英語: notebook）は、筆記用紙を冊子状に仕立てた文房具である。帳面（ちょうめん）、筆記帳（ひっきちょう）などと呼ばれたりもする（以下、ノートと略す）。
多種多様なノートがあるが、文章あるいは説明に供する図形を書くのが主目的であり、絵を書くためのスケッチブックなどとは区別される。ノートの表紙、裏表紙を除いた紙の色は一般的には白色で、表面は無地のもの、あるいはあらかじめ横罫や縦罫、マス目が印刷されているものなどがある。
なお、ノートというだけでノートブックを指す用法は和製英語である。英語のノート（note）の意味は、短い記述、書きつけ、覚え書き、注釈、予約などで、ノートブックの意味はない。

## ノートブックの種類
学習帳
小学校、中学校の授業を想定したノート。国語、音楽、算数など科目別に特化されたマス目や罫線が記載されている。一般的にはB5サイズのものが用いられる。

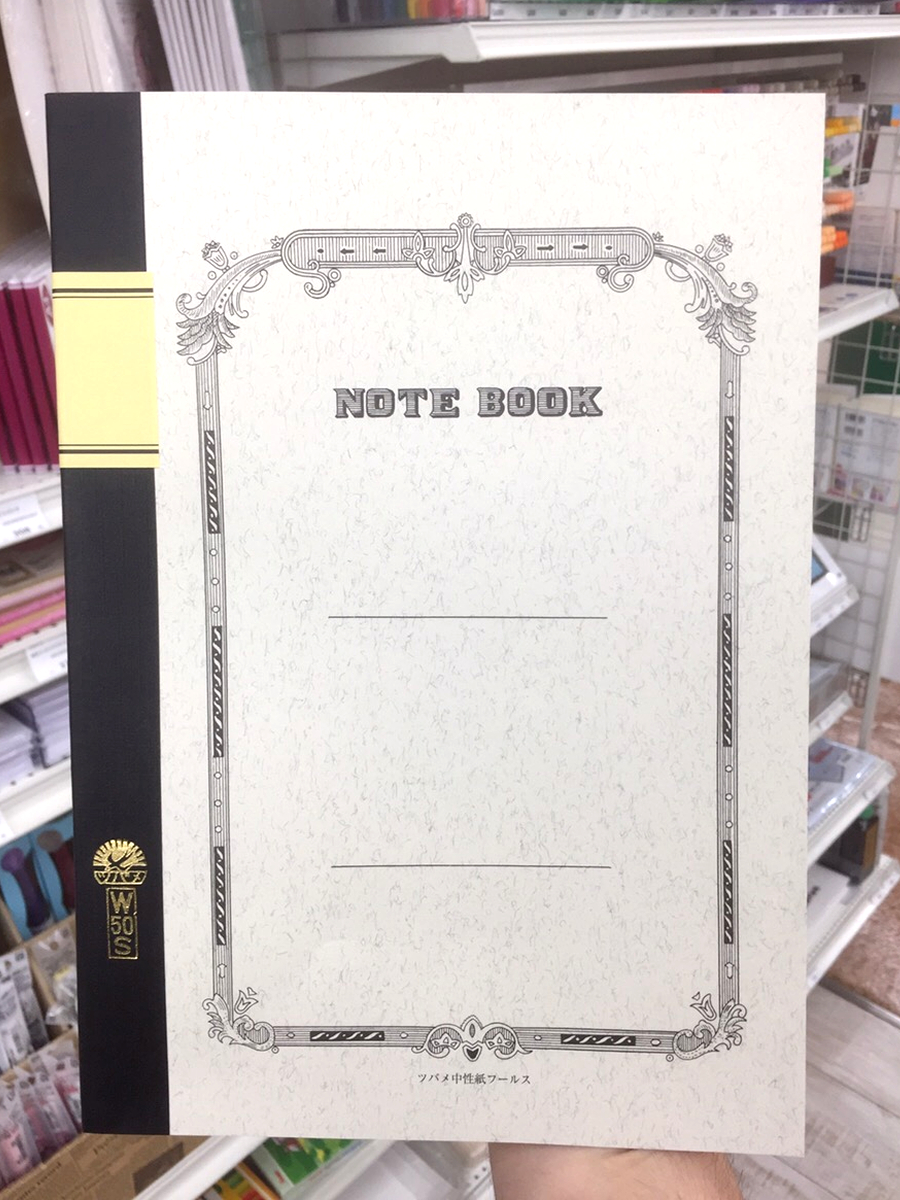
大学ノート
多目的な利用を想定したノート。上部に見だし欄と日付記入欄がある他は横罫線のみで基本的にマス目はない。中学生、高校生、大学生などが授業に利用することが多い。一行の高さは、A罫は7 mm、B罫は6 mm、C罫は5 mm、U罫は8 mm、UL罫は10 mm。他に、方眼罫、縦罫、無地などがある。一般的にはB5、あるいはA4サイズのものが用いられる。
東京大学の前の松屋という文房具屋で1884年（明治17年）に売り出されたことからその名がついたといわれている。当時としては珍しい洋紙（フールスキャップという）が使われ、表紙に細かい毛が入った紙を使用していた。
ルーズリーフ
紙面の一辺に穴が連なって開けられている用紙（リフィル）を、専用のバインダーに複数枚綴じて使用する文房具。任意のページの前後を入れ替えたり、用紙を追加したりして利用出来る利点がある。
日本では一般に「ルーズリーフ」と呼ばれているが、英単語"loose-leaf"（形容詞）の発音は/lu:sli:f/であり、「ルースリーフ」に近い。
一般的にはB5、A5、及びA4サイズのものが用いられる。A5サイズは20穴、B5サイズは26穴、A4サイズは30穴である。2穴のバインダーとの互換性のために、一部の穴が大きくなっているリフィルもある。
A5サイズ20穴のリフィルにはB5サイズ26穴のバインダーに対する互換性はない。
市販されているリフィルは多様で、無地、横罫、縦罫などがある。最も一般的なB5サイズでは、これらの他に学科ごとに特化した様々な用紙も存在する。
手帳
携帯を目的としたノート。ページごとに週間予定・月刊予定・連絡先など特殊なレイアウトがされている。ペンホルダーが付いていることが多い。高機能な手帳は電卓、収納ポケット、物差し、地下鉄路線図などさまざまなものが付く。B6サイズとA6サイズの二者が主流である。システム手帳とはルーズリーフを採用した手帳である。ビジネス手帳は仕事で便利な項目を持った手帳である。
日記帳
日々の出来事を記録するためのノート。あらかじめ日付が振られており一定期間での買い換えを前提としている。1年単位のものが多い。また機密性が求められるため他人が勝手に読むことができないように鍵がかかるものもある。
落書き帳
自由に好きなものを書くためのノート。罫線が無く無地のものが多い。ノートのレイアウトよりも使用者の意志で落書き帳と定義されることが多い。大学ノートを落書き帳として使う人や、1枚ずつ切り離して使えることから、コピー用紙の代用品として用いる人もいる。（主にA3、B4、B5サイズがあるが、大きめの場合「スケッチブック」と称して発売するものもある）
自由帳
主にB5サイズの無地のノート。用途は落書き帳と同様。
実験ノート
実験を行う研究者や研究方法を学ぶ学生、趣味で研究を行っている者などが、実験の記録などを行うために用いるノート。
野帳
フィールドワークや工事現場など野外で、必要なデータを書き込むのに便利なノート。手簿、フィールドノートともいう。
束ねた状態で使うものがノートであり、使用に際して一枚一枚を切りはずして使うメモ帳・便箋・レポート用紙などはノートとは呼ばない。ルーズリーフは復元可能であるためノートだともいえる。
紙ではないがノートと名づけられた物もある。
デジタルノート
電子機器の画面を紙に見立て、専用のペンで書き込むノート。キーボードなどが使えるものもある。内容はデジタルデータとして保存される。機器そのものがデジタルノートのために作られたものと、パソコンでアプリケーションとして使うものがある。

## 国内ブランド
ここでは手帳、デジタルノート以外の「ノートブック」を主に製造している製紙メーカーと、そのブランドを記す。
- コクヨ - 「Campus」

1975年に、業界に先駆けて「無線綴じノート」を開発し、Campusを発売。その後「大学ノート」が広く使われるようになった時代から、学生向けのノートを本格的に作り始めた。なお、2022年12月末時点で、国内販売冊数は累計約35億冊となっている。
- ナカバヤシ - 「Logical」

1977年からノート「スイングノート」を製造し始めたナカバヤシが、2009年に「ロジカル罫」を採用したスイング・ロジカルノートを発売した。ロジカル罫は、「１行を３分割するライン」「ページ分割が簡単にできる３・４分割メモリ」「行間と同じ幅の縦ライン」の三つの特徴を持っており、2015年にグッドデザイン賞を受賞した。
- 日本ノート
  - KYOKUTO - 「Tree's、ROYAL College」
  - APICA - 「C.D. NOTEBOOK（紳士なノート）」
  - Okina - 「Project Paper」

2002年に東海紙製品と合併した1916年創業のアピカと、1922年創業のキョクトウ・アソシエイツ（旧:極東ノート）が2019年に事業統合してできた会社。また、2024年には、オキナから事業譲受を受けた。
- ショウワノート - 「ジャポニカ学習帳」

1969年ごろまでは、ジャポニカ学習帳の前身である「エリート学習帳」を販売していた。その後、1970年に小学館の「百科辞典ジャポニカ」と提携した学習帳「ジャポニカ学習帳」を発売し、ロングセラーとなった。なお、学習帳では「ジャポニカ学習帳」が40～50％のシェアを獲得している。
- 文運堂 - 「セレクト」

1970年に、富山工場稼働を機に学習帳・ノートのブランド「セレクト」を立ち上げ、販売開始した。また昭和40年代に、方眼ノートの新形態として「応用罫黄表紙（黄表紙ノート）」を開発・発売した。以降、1972年には全国発売開始するなどヒット商品となった。今でも、岐阜県を中心に中部地方では多く使用されており名古屋では「黄んない表紙のノート」として親しまれている。
- マルマン - 「スパイラルノート・ニーモシネ」

1920年に、同社の主力商品である「スケッチブック」を発売。その後、1958年に日本で初めてスパイラル製本機を導入し、1960年に日本初のリングノートを発売。これを機に、スケッチブック業界からノート業界へ本格的に進出を始めた。1967年に軽くて丈夫なプラスチックバインダーを新開発し、翌年1968年にルーズリーフを発売し大ヒットとなった。2004には、高級ノートのニーモシネを発売した。
- ツバメノート - 「ツバメノート」

創業者の渡邉初三郎が十條製紙株式会社（現・日本製紙株式会社）と共同開発で「フールス紙」を開発した。その後、更に開発を自社で進め「ツバメ中性紙フールス」を開発した。その後1947年に、上記紙を採用したツバメノートを発売した。なお、2012年にはグッドデザイン・ロングライフデザイン賞を受賞した。
- ライフ - 「ノーブルノート」

2008年に、1949年に創業したライフが製紙メーカーと共同開発した用紙「Lライティングペーパー」を初採用したノートとして、ノーブルノートを発売。書き心地の「滑らかさ」を追求し、書籍のような「めくりやすさ」と色調の「やわらかさ」も兼ね備えた。なお、職人の手でひとつひとつ丁寧に作られている。
- (株)アルファファイブ（旧：マルゴノート株式会社）-「マルゴノート」

老舗のノート製造会社で、印刷されている「MADE IN TOKYO」が特徴のノートである。主に大学ノートを製造、販売している。
- 一ツ橋ノート - 「ラッキー・プランニングセクションノート」

- 新日本カレンダー - 「ハーモニー学習帳」

1946年の創業から長年中部地方で「ハーモニー学習帳」等の学習帳を製造・発売してきた、愛知県の中部ノートが2018年6月30日をもって営業活動を終了するのに伴い、主な事業を全て継承した。以降、中部ノートから移籍してきた社員と共にハーモニー学習帳等のノートの製造・販売を手掛けている。
- 大栗紙工 - 「まほらノート」

1930年に創業し帳簿を製造し始めた。その後、1950年代から学習用ノートに製造を変換する。2019年には自社ブランド「OGUNO」を立ち上げて、ノートの製造・販売している。なお、まほらノートは2021年度グッドデザイン賞ベスト100に受賞した。
- 関西ノート - 「神戸ノート」

1926年に関西ノート株式会社として創業した。戦後に神戸市が、「安くて高品質な文房具を規格化して提供できないか」という依頼を関西ノートに持ち込み、1952年「神戸ノート」が開発・発売された。以降、神戸市内で世代を超え愛用されている。
- ウエダ商事 - 「USワールド学習帳」

1934年に創業し、寝屋川工場においてウエダノート（US学習帳）生産開始した。現在でも全国各地の小学生を中心に販売されている。
- 中村印刷所 - 「ナカプリバイン」

2014年にノート本紙と表紙とをつなぐ接着剤を工夫し水平に開くノートを開発しナカプリバインを販売開始した。その後、2016年にはショウワノートと小学生向けの水平開きノートを製造・販売する契約を結び、2017年に発売開始した。
- 舛屋 - 「MONOKAKI」

2010年、万年筆での筆記を想定して開発され、インクが滲みにくく、裏抜けしにくく、滑らかな書き味が特徴の「クリーム紙」を使用したMONOKAKIを発売。表紙には杉原商店の越前和紙・羽二重紙を使用し、デザインはきりえ画家の、高木亮が担当した。満寿屋が販売している。
- 協和紙工 - 「continue」

1966年に創業し紙製品の製造を始めた。主に百円ショップなどでcontinueノートを販売している。
その他に、ミドリ（MDノート）・サクラクレパス（サクラ学習帳）・プラスなど大手文具メーカーや、山本紙業・渡邉製本などの製本メーカーも販売している。